# Conospermum distichum
Conospermum distichum är en tvåhjärtbladig växtart som beskrevs av Robert Brown. Conospermum distichum ingår i släktet Conospermum och familjen Proteaceae. Inga underarter finns listade i Catalogue of Life.